# Тертл-Крік (Пенсільванія)
Тертл-Крік (англ. Turtle Creek) — місто (англ. borough) в США, в окрузі Аллегені штату Пенсільванія. Населення — 5114 особи (2020).

## Географія
Тертл-Крік розташований за координатами 40°24′31″ пн. ш. 79°49′17″ зх. д. / 40.40861° пн. ш. 79.82139° зх. д. (40.408573, -79.821462).  За даними Бюро перепису населення США в 2010 році місто мало площу 2,51 км², уся площа — суходіл.

## Демографія
Згідно з переписом 2010 року, у селищі мешкало 5349 осіб у 2468 домогосподарствах у складі 1317 родин. Густота населення становила 2130 осіб/км².  Було 2851 помешкання (1135/км²).
Расовий склад населення:
| - 78,4 % — білих - 17,3 % — чорних або афроамериканців - 0,6 % — азіатів - 0,3 % — корінних американців |

До двох чи більше рас належало 2,8 %. Частка іспаномовних становила 1,3 % від усіх жителів.
За віковим діапазоном населення розподілялося таким чином: 21,3 % — особи молодші 18 років, 59,5 % — особи у віці 18—64 років, 19,2 % — особи у віці 65 років та старші. Медіана віку мешканця становила 41,2 року. На 100 осіб жіночої статі у селищі припадало 84,3 чоловіків;  на 100 жінок у віці від 18 років та старших — 79,0 чоловіків також старших 18 років.
Середній дохід на одне домашнє господарство  становив 41 196 доларів США (медіана — 32 234), а середній дохід на одну сім'ю — 54 423 долари (медіана — 51 795). Медіана доходів становила 39 038 доларів для чоловіків та 30 399 доларів для жінок. За межею бідності перебувало 22,0 % осіб, у тому числі 28,6 % дітей у віці до 18 років та 18,2 % осіб у віці 65 років та старших.
Цивільне працевлаштоване населення становило 2444 особи. Основні галузі зайнятості: роздрібна торгівля — 22,1 %, освіта, охорона здоров'я та соціальна допомога — 18,3 %, науковці, спеціалісти, менеджери — 12,3 %, мистецтво, розваги та відпочинок — 9,1 %.